# The Strongest (film)
Pour les articles homonymes, voir The Strongest.
Pour plus de détails, voir Fiche technique et Distribution.
The Strongest est un film muet américain réalisé par Raoul Walsh et sorti en 1920.

## Synopsis
Harle est tellement absorbé par ses affaires qu'il néglige sa femme Claire. Un jour, un de ses vieux amis, Henri, Marquis de Puymaufray, leur rend visite et Claire tombe amoureuse de cet homme cultivé et sensible. Plusieurs mois après son départ, Claire donne naissance à une petite fille, Claudia, et meurt peu après.
Vingt années passent et Claudia est devenue une belle femme. Son père veut la marier avec un comte, mais elle aime Maurice, un jeune Américain. Lors d'un conflit à l'usine d'Harle, Claudia est prise en otage par les ouvriers mécontents. Le marquis meurt en essayant de la sauver, mais Maurice réussit finalement à libérer sa bien-aimée. Après la mort du marquis, on apprend que Claudia est en fait sa fille, et Harle, dévasté, se retire dans sa propriété à la campagne, laissant ainsi la jeune femme partir aux États-Unis avec l'homme qu'elle aime.

## Fiche technique
- Titre original : The Strongest
- Réalisation : Raoul Walsh
- Scénario : Raoul Walsh, d'après le roman de Georges Clemenceau (Les Plus Forts)
- Photographie : Ben Bail
- Production : William Fox
- Société de production : Fox Film Corporation
- Société de distribution : Fox Film Corporation
- Pays d'origine :  États-Unis
- Langue originale : anglais
- Format : noir et blanc — 35 mm — 1,37:1 — film muet
- Genre : drame
- Durée : 5 ou 6 bobines
- Date de sortie :
  - États-Unis : 5 février 1920 (première à New York)
- Licence : Domaine public

## Distribution
- Renée Adorée : Claudia
- Carlo Liten : Henri de Puymaufray
- Harrison Hunter : Harle
- Beatrice Noyes : Betty Macklin
- Florence Malone : Claire Harle
- Jean Gauthier De Trigny : le vicomte
- Madame Tressida : Nanette
- Georgette Gauthier De Trigny : la comtesse
- Hal Horne : Maurice
- James A. Marcus : le vicaire
- C.A. de Lima : le préfet de police
- Teddy Piper

## Autour du film
- Selon des articles de l'époque, Georges Clemenceau reçut une copie du film envoyée par bateau[1].